# Blauwen in zwart-wit
Blauwen in zwart wit is het 11de album uit de stripreeks De Blauwbloezen. Het werd getekend door Willy Lambil en het scenario werd geschreven door Raoul Cauvin. Het album werd uitgegeven in 1977.

## Verhaal
Blutch is tijdens een veldslag Sergeant Chesterfield kwijtgeraakt, deze blijkt gewond in een boom te hangen. Bij de boom wordt een foto van hem genomen door Mathew B. Brady, die is gestuurd door President Lincoln om een fotoverslag te maken van de oorlog. De soldaten in het kamp vinden het prachtig, maar Blutch en Chesterfield krijgen de klus om Brady te begeleiden tijdens zijn fotoreportage langs diverse vreemde plekken.

## Personages in het album
- Blutch
- Cornelius Chesterfield
- Mathew Brady